# Dreuxia incerta
Dreuxia incerta är en insektsart som beskrevs av Lucien Chopard och Dreux 1966. Dreuxia incerta ingår i släktet Dreuxia och familjen vårtbitare. Inga underarter finns listade i Catalogue of Life.